# Göte Hagström
Göte Hagström (Ernst Göte Hagström; * 7. September 1918 in Gagnef; † 5. Oktober 2014 in Kvarnsveden) war ein schwedischer Hindernisläufer. Bei den Olympischen Spielen 1948 in London gewann er die Bronzemedaille über 3000 m Hindernis in 9:11,8 min hinter seinen Landsleuten Tore Sjöstrand und Erik Elmsäter. Im selben Jahr stellte er am 12. September in Helsinki mit 9:01,0 min seine persönliche Bestzeit in dieser Disziplin auf.